# 第三性別
第三性別（英語：Third gender），或稱為第三性或三性（英語：Third sex）指个体被自身或社会认定为既非男性亦非女性。此乃一种社会类别，存在于认可三种或更多性别的社会当中。术语「第三」通常被理解为「其他」，然而，一些人类学家与社会学家已然描述了第四性别以及第五性别。
生物学决定人类的染色体和內部生殖結構是男性、女性、或是出現性别二元以外的性別，这种变异可能對性別指定会造成一定程度的不確定性，称为双性人。然而，个人可自行认同为男性、女性或其他类别，亦可被社会认定为男性、女性或其他，通常这一认定由个人的性别认同以及其所处文化中的性别角色共同定义。
尽管「第三性别」、「第四性别」和「第五性别」的角色概念在诸多非西方文化当中有所存在，然而对于主流西方文化与思想来说，其仍旧较为陌生。這個概念最有可能被現代LGBT或酷兒次文化所接受。但是在主流西方学者中，尤其是試圖寫出南亞海吉拉或美國原住民非常規性別和雙靈人士的人類學家，經常試圖僅使用現代LGBT社區的語言來理解「第三性別」一詞，但是其他學者，尤其是土著學者，強調主流學者對文化的缺乏理解和背景導致了對第三性別人群的普遍錯誤陳述，以及對所涉文化的錯誤陳述，包括該概念是否真的適用於所有這些文化。

## 生理性别與社會的關係

世界上對非二元性別的承認

至少自 20 世纪 70 年代起，人类学家便着手描述某些文化中的社会性别类别，此类类别难以通过二元性别框架予以充分阐释。与此同时，女性主义开始对生理性别（sex）和社會性别/心理性別（gender）加以区分。
人类学家迈克尔・G・佩莱茨（Michael G. Peletz）指出，我们对于不同类型性别（涵盖对第三性别的态度）的观念，对我们的生活有着极为深刻的影响，并且充分反映出我们社会中的价值观。在佩莱茨所著的《现代亚洲的性别、性与身体政治》（Gender, Sexuality, and Body Politics in Modern Asia）一书中，他进行了如下描述：
就社會的目的而言，“社會性别”一词指的是至少有五类现象，包括文化類別、符号、含义、实践和制度化安排：（1）女性和女性气质、（2）男性和男性气质、（3）雙性性格的樣貌部分為男性、部分為女性，或無法定義其性別，以及雙性人個體，也稱雌雄同體，在某種程度上可以具有男性和女性的性器官或性特徵、（4）跨性别者，他们違反或超越性別規範界限的行为，因此被汙名化为“人妖”和（5）絕育、未婚或未成年的人，如太监。

## 各地情況
受不同的文化影響，各地區對第三性的看法不同，甚至大相徑庭，但近年由於社会的跨性别人士权益日益受到重视。

### 台灣
在台灣因網路社群中的成人內容、酒店文化、媒體報導下，原本的第三性屬較貶義詞。但近幾年社會氛圍下，由年輕人藉由各式社會運動、社群媒體力量，讓部分觀念本為保守的壯年人和老年人對於第三性有更多認知，慢慢減少對於第三性的負面觀感。

### 日本
「X性别」一词由日本率先使用，在英语国家，可與性别酷儿和第三性等词语相对应。此外，还有许多细节词可以被翻译为中性，两性，无性，性厌恶等等。第三性可能意味着變性人的生理性别。根據「X-ジェンダー」一書中的跨性別訪談，有一位性別認同為X性別的人，因為他是不會準確的認為自己是男人或女人。

### 印度
在古代的印度，海吉拉是神聖的，並作為靈媒被供奉在寺廟中。一般人新婚時會聘請海吉拉對其祝福。
現代的海吉拉卻是印度最受轻视、最孤立的群体，被排斥在社会的边缘，生活在阴暗的世界里，遵循着自己的习惯和规矩，与普通人保持着距离。小孩在出生時若被確認為海吉拉，會被海吉拉族群帶走一起生活，且與家人斷絕關係。

### 澳洲
澳洲於2011年9月15日宣佈，澳洲護照性別欄可使用"X"性，是变性人梅韦比(Norrie May-Welby)经长期上诉的结果。代表性別未定。澳洲居民需有医生或心理学家的书面证明才可获承认为X性别，一位香港跨性別者温泽仁可能是第一位從澳洲取得「X性别」身份的华人。

### 英國
英国外交部接受「无性别」英国护照。准許護照性別一欄使用「X」，有关人士须在一年内申请，并需得到医生的书面证明日后以此性别生活。

### 尼泊尔
在2011年5月，尼泊尔人口普查员挨家挨户地对其560万个家庭进行了走访，他们不光收集这个国家男性公民和女性公民的信息，还收集了「第三种性别」的信息。中央统计局局长巴卡什·比斯塔表示：「过去公认只有两种性别，男性和女性，尼泊尔将会出现第三种性别，公民可以在身份证明上登记自己为‘第三种性别’。」该举动被认为是世界第一。

### 巴基斯坦
在2009年6月，巴基斯坦最高法院调查了巴基斯坦国内80000–300000个海吉拉人口的信息。在2009年12月，最高法院主席伊夫提卡·穆罕迈德·考得利调查了他们的国内现有户口和新注册户口的数据库和现有集体人口的身份证，找出明显的「性」区分。 海吉拉组织总统阿尔马斯·波比向路透社透露，「这是巴基斯坦62年历史以来，每步都给我们（海吉拉）的人口幸福。这是给海吉拉有福利和身份迈出了重要的一步，我们在社会里面得到幸福的进度已慢慢地被人们接受。现在社会的人群都认可海吉拉了。」在巴基斯坦，海吉拉的团体（一般412人，当地又名「上师」，又名「咕噜」）的生活都是一个家庭以表演、跳舞或唱歌的模式（例如生日、结婚或婴儿的出生）。这是主办方要给钱或粮食或其他物品给海吉拉的义务。在旁遮普中部地区，海吉拉的团体分开成多个团体或小团体不干涉其他领域的活动（因为其他领域团体被视为不道德的行为）。

### 泰国
泰國變性人(Kathoey)是泰国的一大文化特色（泰文中礼貌的说法是‘双性人小姐’，普通的说法是‘变性人’，因很多已完成性别重置手术）。2000年之后，选择性別轉換这条路的泰囯跨性別者每年都在增加，其中不乏普通家庭出生的孩子。在2010年4月，一次，在亲眼目睹某位跨性別女生在男厕所被同学欺凌，去女厕所又被人大骂为变态时，西提沙克校长向全校师生征求意见，并最终决定建造专用厕所，专门供「跨性別女子」使用。很快，此举便得到了泰国不少中小学的效仿。

### 孟加拉
孟加拉国从2013年11月份开始，正式承认第三性，在官方文件上标注海吉拉身份。

### 新西兰
从2012年12月开始，新西兰的护照上可使用用「X」（即未确定/未声明），并不需要他们同时更改出生证明和公民文件上的性别记录。

### 德国
从2013年12月开始，德国在出生证明上可以使用「X」。

## 灵性
在印度教中，湿婆仍然被崇拜为Ardhnarishwara，即半男半女形式。湿婆的象征，今天被称为Shivalinga，实际上包括'Yoni'（阴道）和'Ling'（阴茎）的组合。大多數土著社會將第三性別賦予了精神力量。
例如，在印度次大陆，海吉拉应该有超自然力量，通过他們可以祝福人们或诅咒人们。这让海吉拉成为社会中独一无二的地方，传统印度人仍然邀请海吉拉在婚姻等重要场合寻求祝福。

## 參看
- 性别决定系统
- 非二元性別
- 太监制度